# Dusona alveolata
Dusona alveolata là một loài tò vò trong họ Ichneumonidae.